# Гойтейн, Габор
Рав Га́бор Геда́лия Гойте́йн (ивр. גאבור גדליהו גויטיין‎, нем. Gabor Gedalja Goitein;
3 октября 1848, Хёдьес, Тольна, Венгрия — 25 апреля 1883, Познань, Великопольское воеводство, Польша) — венгерско-немецкий раввин в Ортодоксальной еврейской религиозной общине Карлсруэ, учёный-талмудист и педагог.

## Биография
Габор Гойтейн родился и вырос в медье Тольна в юго-центральной Венгрии, в немецкоязычной среде. Семейный дом был расположен прямо напротив синагоги. Предки отца происходили из рода моравских коетинцев, что, по-видимому, повлияло на происхождение их фамилии.
В возрасте десяти лет Габор был отправлен в ешиву в Братиславу. В 1860 году его отец умер. Преемником отца на посту раввина Хёдьеса стал брат Габора, Элиягу Менахем Гойтейн (1837—1902), называемый благодаря своим трудам «Рав Брахот». После своей бар-мицвы Габор переехал в Айзенштадт, в ешиву рава Азриэля Гильдесхаймера, который придерживался линии рава Шимшона Рафаэля Гирша, выступавшего за связь между изучением Торы со светскими образовательными предметами. Для молодых людей это означало ученую степень, в дополнение к экзаменам на диплом раввина.
В 1874 году вступил в брак с учительницей Идой (урожд. Лёвенфельд, 1848 г.рожд.) из Познани, сестре Рафаэля Лёвенфельда, дочери Виктора Лёвенфельда и Генриетты (урожд. Цадек).
В браке родилось шестеро детей:
- Гертруда (Гиттель) Унна-Гойтейн (ок. 1875—1954), жена раввина Мангейма Исака Унны
- Эмма Дессау-Гойтейн (1877—1968), художница и график
- Германн (1879—1882), умер во младенчестве
- Рахель Штраус (Гойтейн) (1880—1963), первая женщина-выпускник медицинского факультета в Германии, лидер феминистских и сионистских движений
- Бени (1881—1881), умер во младенчестве
- Илья Эрнст (1882—1915), лейтенант, погиб на Первой мировой войне

Рав Габор Гойтейн стал преемником раввина Ортодоксальной еврейской религиозной общины (Адасс Исраэль) Хайнриха Эрманна в Карлсруэ.
Во время посещения дома родителей жены в Познани рав Гойтейн неожиданно умер. Был похоронен на новом кладбище еврейской религиозной общины в Карлсруэ. Его преемником стал рав Синай Шиффер, посвятивший ему свой литературный труд. Вдова рава Гойтейна, Ида Гойтейн пережила его почти на полвека и умерла в 1931 году в Мангейме.